# Щедринка (Северо-Казахстанская область)
Щедринка (каз. Щедринка) — упразднённое село в Тайыншинском районе Северо-Казахстанской области Казахстана. Входило в состав Чермошнянского сельского округа. Ликвидирован и включен в состав села Чермошнянка.